# Blask luksusu
Blask luksusu (ros. Глянец) – rosyjski film fabularny z 2007 roku w reżyserii Andrieja Konczałowskiego.
Film opowiada historię młodej i naiwnej Galii, szwaczki spod Rostowa nad Donem, która marzy o karierze modelki i ucieczce od szarego życia swoich rodziców. Przekonana o sile swojej urody, wyjeżdża do Moskwy, wierząc, że dzięki niej podbije stolicę i uniknie pracy w fabryce czy szwalni.
Droga do sławy okazuje się pełna wyzwań i rozczarowań, jednak Galii sprzyja szczęście, a jej upór i ambicja, wspierane przez przyjaciela z rodzinnych stron zajmującego się drobnymi przestępstwami, pomagają jej zbliżyć się do celu. Ostatecznie jej marzenie się spełnia – twarz Galii pojawia się na okładce popularnego magazynu. Niestety, cena, jaką musi zapłacić za ten sukces, okazuje się niezwykle wysoka.

## Realizacja
- Andriej Konczałowski – reżyseria
- Eduard Artiemjew (Ludowy Artysta Federacji Rosyjskiej) – muzyka

## Obsada
- Julija Wysocka jako Gala
- Jefim Szyfrin jako Mark Shifer
- Aleksiej Sieriebriakow jako Stasis
- Irina Rozanowa jako Alina
- Aleksandr Domogarow jako Misha Klimenko
- Tatjana Arntgolc jako Oksana
- Fiodor Bondarczuk
- Gosza Kucenko
- Nikołaj Fomienko
- Julija Snigir´